# Orthotrichum praemorsum
Orthotrichum praemorsum är en bladmossart som beskrevs av Gustavo Venturi 1890. Orthotrichum praemorsum ingår i släktet hättemossor, och familjen Orthotrichaceae. Inga underarter finns listade i Catalogue of Life.